# لوسرنا
لوسرنا (به ایتالیایی: Luserna) یک کومونه در ایتالیا است که در ترنتینو واقع شده‌است.

## خصوصیات
لوسرنا ۸٫۲ کیلومترمربع مساحت و ۳۰۰ نفر جمعیت دارد و ۱٬۳۳۳ متر بالاتر از سطح دریا واقع شده‌است.